# Windrose Airlines
Windrose Airlines là một hãng hàng không bay thuê chuyến đầu tiên của Ukraina, hoạt động chủ yếu là tổ chức và vận hành các chuyến bay thuê chuyến phục vụ cho doanh nghiệp, du lịch và VIP. Hãng có căn cứ hoạt động từ sân bay quốc tế Boryspil của Kiev. Hãng có các tuyến bay đến Tây Âu, Trung Đông và châu Á. Được thành lập vào ngày 28 tháng 10 năm 2003, trụ sở chính của hãng là tại Kiev, Ukraine. Hãng hoạt động chuyến bay thuê chuyến từ các thành phố lớn của Ukraine ở châu Âu và Trung Đông. Các điểm đến theo chuyến bay thuê chuyến bao gồm Ai Cập, Thổ Nhĩ Kỳ, Sri Lanka, UAE, Áo, Bulgaria, Phần Lan, Ý, Slovakia, Hà Lan, Montenegro, Hy Lạp và các thành phố lớn nhất của Ukraina. Đội bay của hãng hàng không này bao gồm năm máy bay Airbus A-321, bốn máy bay Airbus A 320, và một chiếc Airbus A 330.